# Fujita Kyōhei

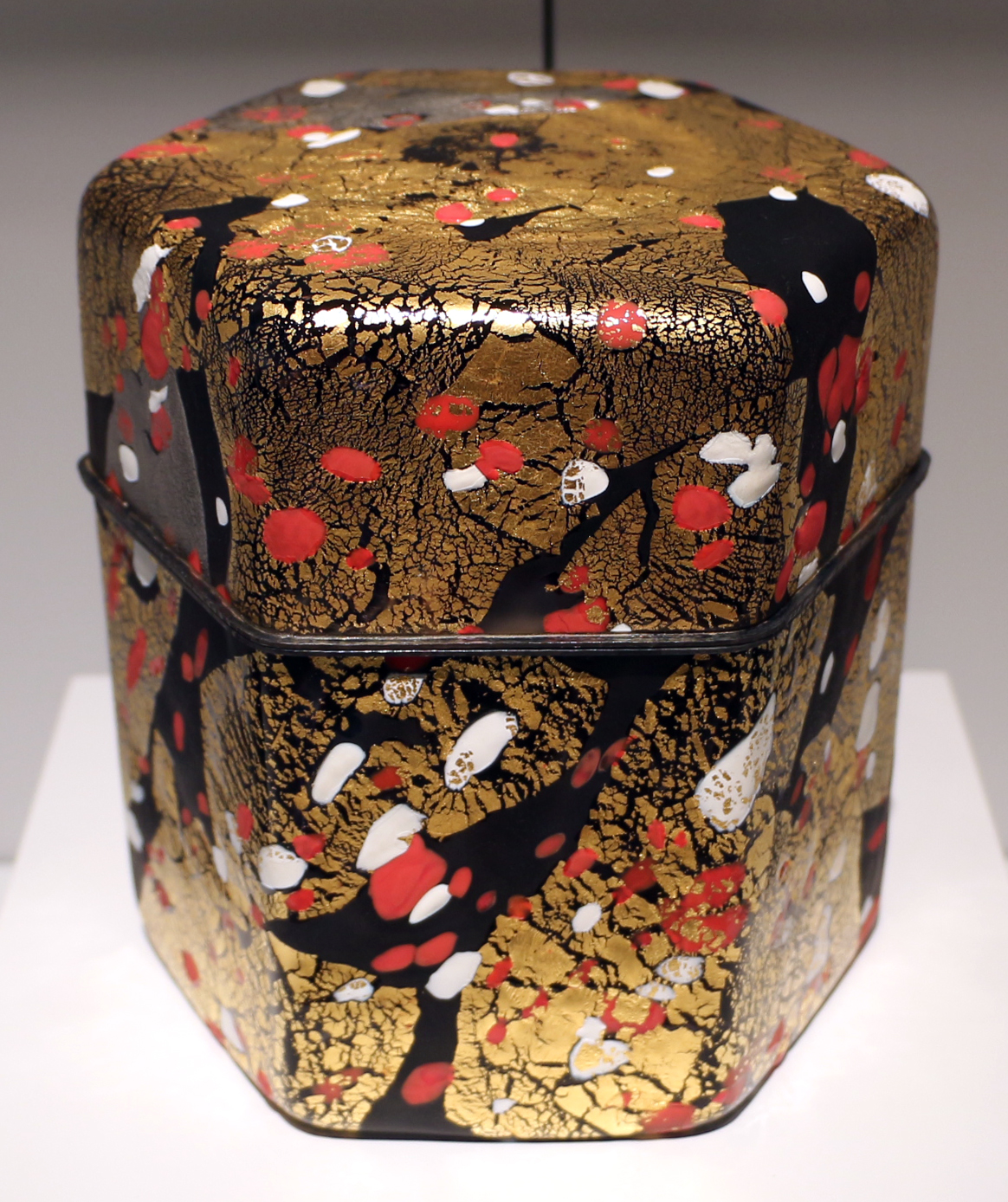
Glas-Dose

Fujita Kyōhei (japanisch 藤田 喬平; geboren 28. April 1921 in Tōkyō; gestorben 18. September 2004 in der Präfektur Chiba) war ein japanischer Glas-Kunsthandwerker.

## Leben und Wirken
Fujita Kyōhei machte 1944 seinen Abschluss im Fach Metallgestaltung der Fakultät für Kunstgewerbe an der „Tōkyō bijutsu gakkō“ (東京美術学校), der Vorläufereinrichtung der Universität der Künste Tōkyo.
1946 konnte Fujita zum ersten Mal auf der bedeutenden Ausstellungsreihe „Nitten“ ausstellen, und zwar ein Stahlobjekt mit dem Titel „Welle“ (波, Nami). Er fühlte sich 1947 dann vom Kunstgewerbe in Glas angezogen und wurde Mitarbeiter der Firma „Iwatata Glas“ (岩田工芸硝子, Iwata kōgei garasu). Er schied bereits nach einem Jahr aus und machte sich selbstständig.
1977 besuchte Fujita Venedig und beschäftigte sich mit der dortigen Technik für farbige Glase. Er studierte die Färbemethode mit Blattgold, bzw. mit Platin, mit der man Schmuckkästen herstellt, die im Japanischen unter „Kazaribako“ (飾筥) bekannt sind. Auf dieser Grundlage entwickelte er eine eigene Art der Glasgestaltung, die man als „Rimpa-Stil der Gegenwart“ bezeichnen könnte. Fujita fand zunehmend auch internationale Anerkennung. So wurde er 2001 vom Kunstmuseum Kopenhagen zu einer Einzelausstellung eingeladen.
Von 1976 bis 2003 war er Vorsitzender der „Japanischen Gesellschaft für Glaskunst“ (日本ガラス工芸協会, Nihon garasu kōgei kyōkai). 1989 erhielt er den Ehrenpreis (恩賜賞; Onshi-shō) der Akademie der Künste für sein Glasobjekt „Tanz um den Frühling“ (春に舞う, Haru ni mau) und wurde im selben Jahr Mitglied der Akademie. 1996 wurde Fujita als Person mit besonderen kulturellen Verdiensten geehrt und 2002 mit dem Kulturorden ausgezeichnet.
1996 wurde in Matsushima (Präfektur Miyagi) das „Fujita Kyōhei garasu bijutsukan“ (藤田喬平ガラス美術館) eröffnet.